# 姪少女
《姪少女》是狸軟件（たぬきそふと）在2008年12月12日發售的戀愛冒險類型成人遊戲，亦是它的首部作品。此一作品由野野原幹負責原畫，華南戀、貓舌あち、茜いつき共同擔當編劇。UMDPG版在2010年1月29日開售。
《姪少女》擁有多條劇情分支路線，每條路線皆有一系列預先設定的場景和人物互動。其主要聚焦於女主角跟玩家角色的互動，並刻畫了角色之間的性行為。整個故事以主角「舅父」的視角作切入點。他受妹妹所託，要之照顧在附近上學的甥女的起居。
《姪少女》在開售後登上了各大平台的美少女遊戲銷量排行榜。它在美少女遊戲暨動漫相關商品銷售網站Getchu屋的2008年美少女遊戲大賞中擁有多次上榜記錄。並於2009年度萌系遊戲大賞奪得由業內人士選出的色情系作品獎PINK銀獎。UMDPG版則獲得同一獎項的2010年度PG獎優秀獎。

## 遊戲系統
《姪少女》採取戀愛冒險的遊玩方式，玩家所扮演的是本作的主角「舅父」。玩家在遊玩的時候都需閱覽熒幕上所顯示的文本和聆聽遊戲發出的聲音，用以了解故事情節和人物之間的對話。文字和聲音會與人物拼合圖和背景一同出現，用以表示舅父在跟誰對話。玩家會在故事中遇見代替背景和人物拼合圖的计算机图形。《姪少女》擁有多條劇情分支路線，每條路線的结局皆有所不同。玩家的選擇會影響之後的劇情路線，從而影響結局。
本作角色之間的關係亦帶有一定性意味。有關場景包括手交、口交、性交。玩家在某些預設的段落中須選擇行為選項。對話框的下一段文本在做出選擇前並不能夠顯示。玩家必須反覆載入選項頁面並選擇不同的選項，才能夠觀覽存於不同路線的劇情。《姪少女》擁有多個結局，其中包括後宮結局和懷孕結局。

## 情節
本作的男主角是個蘿莉控。某一天，他突然收到兩位甥女倉山沙耶和倉山亞耶的信件，說自己會入讀他家附近的學園，故為了方便上學而需借住他的家。男主角在看到甥女的信件和照片時，便起了性慾。他在約定的日子把甥女們接回家。開始與她們一起過日常生活，並察覺到沙耶喜歡繪畫，亞耶則有志於成為偶像。期間他亦維持對兩位甥女的性趣，並以偷窺等行為，來滿足自己的性慾。之後的劇情會隨著玩家的選項而出現變化——依劇情可分為四條個人線，兩條後宮線。
在兩條沙耶線中，男主角及沙耶自願先後成為對方的人體模特兒，讓之練習繪畫。男主角以各種籍口讓自己或沙耶脫衣。某一天，他為了能獲得性滿足，而要求擔任裸體模特兒的沙耶以眼罩遮住眼睛，在她面前自慰。不過沙耶途中則摘下眼罩，看到上述情景。變得與之疏遠。她在學校打聽和觀察男主角的陰莖何時變大後，繼意識到他一直以性的目光看待自己。男主角有一天偷偷以沙耶的內褲自慰，巧被當事人發現。不過沙耶最後原諒了他。繼為了讓亞耶不會察覺男主角的事，而決定為他解決性需求，之後順勢與之迎來初次性交體驗。劇情最後以沙耶懷孕與否作為路線分歧點。若她懷孕，那麽她就會以產子能改善主角個性為由，決定把之生下來。若沙耶沒懷孕，那麼她最後便會在性事成為支配的一方，經常調教主角。
在兩條亞耶線中，主角先幫助亞耶練習伸展運動，後以協助她成為偶像為籍口，與之開展性關係。之後順勢與之迎來初次性交體驗。劇情最後以亞耶懷孕與否作為路線分歧點。若她懷孕，那麽她就會在一邊懷孕的同時一邊跟主角維持性關係，最後產下一名女子。若亞耶沒懷孕，那麼主角便會以她沒「準時練習」為由，讓之在男公廁的廁格以眼罩遮住眼睛，脫光其衣服，強制把她放置在那。亞耶因驚嚇過度而壞掉，於平時變得就像患上多重人格的樣子，自願成為主角的專用肉便器。
在兩條後宮線中，沙耶和亞耶皆察覺到主角以性的目光看待自己。不過也為了不讓世人以異樣目光看待他們一家，而決定不把此事告訴警方或媽媽。並為了讓主角不再藉機與自己發生性行為，而把之拷在床上。她們倆之後亦找出他房內的色情物品，因而對性產生興趣，開始主動跟主角發生性關係，之後順勢與之迎來初次性交體驗。劇情最後以兩人懷孕與否作為路線分歧點。若兩人懷孕，那麽她們就會選擇休學，然後在一邊懷孕的同時一邊跟主角維持性關係，最後產下兩名女子。若兩人沒懷孕，那麼主角在家就會被當成能夠滿足自己性慾的狗隻看待。

## 角色
舅父
40歲的蘿莉控。在兩位甥女搬過來住之前一直过着平淡的生活。同時亦是個喜歡觀賞漫畫和動畫，玩成人遊戲的御宅族。在本篇故事開始時，他因看到甥女的信件和照片，而對她們倆起了性慾。
倉山沙耶（声优：澄白キヨカ）
主角的甥女。性格傲嬌，即使害羞也會在表面上裝作沒事。有着一定母性，喜歡照顧人。喜歡繪畫。在個人線中協助主角解決性需求。
倉山亞耶（声优：花南）
主角的甥女。性格開朗，不過有點自大。舞蹈部所屬，有志於將來成為偶像。容易按着他人的意見處事。在個人線中主角以協助她成為偶像為由開始與之發生性關係。

## 開發
《姪少女》是狸軟件（たぬきそふと）的出道作。它的劇本由華南戀、貓舌あち、茜いつき共同構思，原畫由野野原幹負責。野野原幹等人原是日本遊戲公司RUNE的成員，他們在退出RUNE後為了開發自己想開發的作品，於是另行創立狸軟件。與RUNE重視萌系的作風相比，狸軟件較重視色情要素。製作團隊在製作本作時，把30多岁的玩家視為其目標客群，本作也因此以甥女為賣點。跟過往作品《娘姊妹》一樣，本作也出現少女初潮和懷孕的情景，但由於角色關係不同，故主角在初潮時的應對態度亦有不同。製作團隊在為乳房上色時遇上困難，特別是陰影控制方面。有關效果不好便畫不出貧乳。故他們最後要以加大筆压的手法，去畫出漸變效果。

## 發行
2008年8月25日，狸軟件開設了《姪少女》的官方網站。10月1日，它開始公開本作的店鋪特典。11月，製作團隊分別發佈《姪少女》的沙耶路線體驗版和亞耶路線體驗版，予供公眾下載試玩。初回版於12月12日發行，同時相容Windows 2000/XP/Vista。部分商店為購入者安排了像廣播劇CD、抱枕套、電話卡般的贈品。通常版於同月20日推出。
2010年1月29日，通用媒體光碟出版公司Palace推出可在PlayStation Portable上遊玩的《姪少女 UMD-PG Edition》。10月8日，狸軟件發佈《姪少女 完全訂購生產版》（姪少女 完全受注生産版），其產品內容跟初回版相同。2017年8月10日，DMM發佈了本作的完整付費下載版。

## 評價
| 媒体       | 得分   |
| ---------- | ------ |
| Media Clip | [ 23 ] |

| 媒体         | 奖项                                                 |
| ------------ | ---------------------------------------------------- |
| 萌系遊戲大賞 | 色情系作品獎PINK銀獎（2009年）、PG獎優秀獎（2010年） |

《姪少女》開售後登上了各大平台的當月（2008年12月）美少女遊戲銷量排行榜——它在美少女遊戲暨動漫相關商品銷售網站Getchu屋和雜誌《PCpress》上分別獲得第10名和第11名。在《BugBug》的11月中至12月中銷量排行榜則排在第6位。
《姪少女》在Getchu屋的2008年美少女遊戲大賞中，獲得Side Black綜合部門第18位、圖像部門第7位、作品名稱部門第17位。它其後於2009年度萌系遊戲大賞奪得由業內人士選出的色情系作品獎PINK銀獎。UMDPG版則獲得同一獎項的2010年度PG獎優秀獎。
Media Clip的天城螢讚揚本作自動在選項畫面存檔的系統和沙耶的人物設計，形容後者合自己口味。他寫道沙耶路線和亞耶路線分別符合受虐和施虐愛好者遊玩。他在進入後宮線時曾懷疑這是壞結局，但對後來發展感到滿意。

## 外部連結
- 官方網站的互聯網檔案館備份（日語）
- 《姪少女》在視覺小說數據庫的頁面 （英文）